# Njivica
Njivica – wieś w Słowenii, w gminie miejskiej Kranj. W 2018 roku liczyła 87 mieszkańców. 